# ای زد
آنتونی کروز (به انگلیسی: Anthony Cruz) با نام مستعار ای زد ، خواننده رپ اهل آمریکا که سابقه نامزدی جایزه گرمی را دارد. امینم از وی به عنوان یکی از الگوهای اولیه خود نام برده است.